# 22 janvier
Pour les articles homonymes, voir Vingt-Deux-Janvier.
22 décembre 22 février
Chronologies thématiques
- Croisades
- Ferroviaires
- Sports
- Disney
- Anarchisme
- Catholicisme

Abréviations / Voir aussi
- (° 1852) = né en 1852
- († 1885) = mort en 1885
- a.s. = calendrier julien
- n.s. = calendrier grégorien
- Calendrier
- Calendrier perpétuel
- Liste de calendriers
- Naissances du jour

Le 22 janvier est le 22e jour de l'année du calendrier grégorien.
Il reste 343 jours avant la fin de l'année, 344 lorsqu'elle est bissextile.
C'était le 3e jour du mois de pluviôse dans le calendrier républicain ou révolutionnaire français, officiellement dénommé jour du fragon (petit-houx ou faux-houx).

## Événements

### VIIesiècle
- 613 : Constantin III reçoit à l'âge de seulement huit mois le titre de césar par son père Héraclius à Constantinople.

### IXesiècle
- 871 : victoire de la Grande Armée des Vikings sur le roi du Wessex Æthelred à la bataille de Basing.

### XIIIesiècle
- 1258 : Houlagou Khan met le siège devant la ville de Bagdad après avoir écrasé l'armée califale au cours d'une bataille rangée.

### XVIesiècle
- 1506 : fondation du corps de la garde suisse pontificale au Vatican.
- 1517 : les forces ottomanes de Sélim Ier s'emparent du Caire après la bataille de Ridaniya.
- 1528 : la France et l'Angleterre déclarent la guerre à Charles Quint.

### XVIIesiècle
- 1666 : Saint-Germain-en-Laye devient la résidence (natale) principale du roi de France Louis XIV, entre le Louvre de son enfance et Versailles en construction.
- 1689 : le roi d'Angleterre en fuite Jacques II y est accueilli par ledit Louis XIV.

### XVIIIesiècle
- 1715 : au Royaume-Uni, début des élections générales qui se terninent le 9 mars 1715.
- 1760 : Pendant la Guerre de Sept Ans, en Inde, Lally-Tollendal est défait à Wandiwash par l'armée anglaise et se retranche dans Pondichéry assiégée.
- 1771 : l'Espagne accepte de céder les îles Malouines à l'Angleterre, à l'issue de la crise des Malouines.
- 1798 : aux Pays-Bas, un coup d'État unitariste mené par Pieter Vreede renverse la majorité fédéraliste de l'Assemblée nationale de la République batave.

### XIXesiècle
- 1811 : Napoléon annexe Oldenbourg au mécontentement du tsar de Russie Alexandre (Ier).
- 1812 : bataille de Tenancingo (guerre d'indépendance du Mexique).
- 1852 : la famille d'Orléans est bannie de France.
- 1863 : en Pologne, la Russie ordonne le recrutement de tous les jeunes soupçonnés d'être des révolutionnaires, déclenchant ainsi une insurrection.
- 1871 : soulèvement à Paris contre le gouvernement de Défense nationale. Une sanglante fusillade a lieu place de l'Hôtel de Ville, des gardes mobiles bretons tirent sur la foule sur ordre de Gustave Chaudey, on comptera 5 morts et quelques dizaines de blessés.
- 1879 : une armée de Zoulous de 20 000 hommes vainc les Britanniques à Isandhlwana.
- 1888 : attentat contre Louise Michel au Havre (Normandie, France) alors qu'elle y donne une conférence.

### XXesiècle
- 1903 : signature du traité Herrán-Hay permettant la construction du canal de Panama.
- 1905 :
  - « dimanche rouge » à Saint-Pétersbourg où l'armée tire sur une manifestation d'ouvriers et de paysans devant le palais d'Hiver.
  - Enterrement de la Française Louise Michel suivi par un cortège de plus de 100 000 personnes.
- 1917 : 
  - le président des États-Unis Woodrow Wilson propose une « paix sans victoire » aux belligérants européens de la Première Guerre mondiale.
  - En Ukraine, proclamation à Kiev de l'indépendance complète de la république populaire d'Ukraine (UNR) par la Rada centrale avant la réunification de l'UNR et de la république populaire d'Ukraine Occidentale en un seul État en 1919.
- 1924 : à Londres, les élections de décembre 1923 ont donné le pouvoir aux travaillistes. Leur chef est l'ancien instituteur écossais d'origine paysanne Ramsay MacDonald. Pour ne pas effrayer les classes moyennes, il forme un cabinet modéré ce jour. Mais les élections du 29 octobre suivant verront la victoire des conservateurs.
- Seconde guerre mondiale :
  - en 1941, les Alliés prennent Tobrouk en Libye ;
  - en 1944, ils débarquent à Anzio en Italie.
- 1957 : 
  - l'armée israélienne évacue la péninsule du Sinaï mais continue d'occuper la bande de Gaza ;
  - résolution no 127 du Conseil de sécurité des Nations unies sur la Palestine.
- 1963 : signature du traité de l'Élysée d'amitié entre leurs États par le président français Charles de Gaulle et le chancelier de l'Allemagne fédérale Konrad Adenauer. Depuis 2003, le 22 janvier devient ainsi la journée franco-allemande.
- 1969 : tentative d'assassinat de Léonid Brejnev par un déserteur de l’armée soviétique.
- 1972 : élargissement de la CÉE au Royaume-Uni, au Danemark et à l'Irlande. La Norvège avait refusé son adhésion par référendum, le Royaume-Uni remettra en cause la sienne en 2016.
- 1977 : assermenté deux jours plus tôt, le président américain Jimmy Carter proclame l'amnistie pour les déserteurs de la guerre du Viêt Nam.
- 1998 : le gouvernement algérien fournit le premier bilan officiel des massacres perpétrés de janvier 1992 à décembre 1997 dans le pays, soit 26 536 tués et 21 137 blessés.

### XXIesiècle
- 2001 :
  - début en France du premier procès Elf. Parmi les prévenus, on note la présence de l'ancien ministre des Affaires étrangères Roland Dumas, de son ex-maîtresse Christine Deviers-Joncour et de Loïk Le Floch-Prigent. Alfred Sirven est en fuite.
  - La justice philippine ouvre une enquête sur Joseph Estrada accusé d'avoir pillé économiquement le pays et démissionnaire de ses fonctions sous la pression de la rue et de l'armée.
  - Le nouveau président des États-Unis George W. Bush profite de son premier jour en fonction pour annuler une disposition sur l'avortement de son prédécesseur Bill Clinton.
- 2006 : Evo Morales devient président de la Bolivie.
- 2012 : référendum croate sur l'adhésion à l'Union européenne.
- 2015 : le président yéménite Abdrabbo Mansour Hadi démissionne, après la prise du palais présidentiel par les Houthis.
- 2018 : au Liberia en Afrique de l'ouest, investiture de l'ancien footballeur professionnel George Weah comme président de la République élu le 26 décembre 2017.
- 2019 : à Aix-la-Chapelle en Allemagne, signature d'un traité sur la coopération et l’intégration franco-allemandes, avec remise du prix Charlemagne au président français Emmanuel Macron, 56 ans jour pour jour après la signature du traité de l'Élysée.

## Arts, culture et religion
- 1610 : Guillaume Le Gouverneur est nommé évêque de Saint-Malo (Armorique), il le restera jusqu'à sa mort en 1630.
- 1732 : à Paris, le cimetière Saint-Médard est fermé par ordonnance royale. Le diacre Pâris vient d'y être enterré, et sa sépulture devenait pour les pauvres du quartier un lieu de pèlerinage trop démonstratif pour la tranquillité de la paroisse.
- 1934 : Dmitri Chostakovitch (1906-1975) revient sur le devant de la scène avec Lady Macbeth du district de Mtsensk créé ce jour au petit théâtre de Saint-Pétersbourg.
- 1943 : La Nouvelle Revue française (N.R.F.) publie Pilote de guerre d'Antoine de Saint-Exupéry.
- 1970 : Eugène Ionesco entre à l'Académie française (fauteuil no 6).
- 1979 : la série télévisée américaine de fiction Holocauste est diffusée pour la première fois en Allemagne.
- 1981 : la série américaine Dallas arrive sur les écrans français (TF1).
- 1986 : sortie en France du film américain Rocky IV de et avec Sylvester Stallone.
- 2002 : dernier défilé d'Yves Saint-Laurent à Paris Beaubourg par 300 modèles retraçant 40 années de créations  en présence de 2000 invités dont ses amies Catherine Deneuve ou Lætitia Casta qui lui entonnent en chœur le refrain de la chanteuse Barbara « Ma plus belle histoire d'amour c'est vous »[1].
- 2019 : début de la 34e édition des Journées mondiales de la jeunesse qui se déroulent dans la ville de Panama au Panama jusqu'au 27 janvier[2].

## Sciences et techniques
- 1992 : sept astronautes dont la neurobiologiste canadienne Roberta Bondar sont à bord de la navette Discovery lancée de cap Canaveral en Floride. La mise en orbite réussie du vaisseau à 300 km de la Terre permet à l'équipage de mettre en route le laboratoire Spacelab dans le cadre d'un ambitieux programme scientifique international.
- 2001 : un groupe de chercheurs grecs annoncent que leurs travaux ont permis d'aboutir à la conclusion qu'il n'existe pas de lien de cause à effet entre l'uranium appauvri et la leucémie.
- 2014 : annonce de la découverte d’une nouvelle espèce de dauphins d’eau douce Inia araguaiaensis au Brésil.

## Économie et société
- 1851 : création d'une loi prévoyant l'assistance judiciaire permettant à toute personne sans ressources d'obtenir un défenseur sans frais en France.
- 1889 : fondation de la Columbia Phonograph Company (CBS) qui deviendra plus tard la Sony Music Entertainment.
- 1970 : lancement commercial de l'avion Boeing 747 américain de transport de passagers, voire fret long-courriers.
- 1973 :
  - l'écrasement d'un Boeing 707 de la Royal Jordanian Airlines au Nigeria tue 176 victimes.
  - La Cour suprême des États-Unis rend l'avortement légal.
  - Éruption du volcan Eldfell sur l'île d'Heimaey en Islande.
- 1979 : l'homme qui aurait organisé le massacre des J.O. d'été à Munich en 1972, Abou Hassan est tué à Beyrouth au Liban par l'explosion d'une charge télécommandée.
- 1986 : trois sikhs déclarés coupables de l'assassinat de la cheffe du gouvernement indien Indira Gandhi sont condamnés à mort à leur tour.
- 1990 : en Belgique, annonce de l'ouverture d'une ligne TGV Paris-Bruxelles pour 1995.
- 1992 : de Havilland Canada est rachetée par Bombardier Aéronautique.
- 1995 : un kamikaze palestinien tue dix-neuf personnes à un arrêt d'autobus en Cisjordanie occupée par Israël.
- 1998 : Theodore Kaczynski « Unabomber » dont les colis piégés avaient fait trois morts aux États-Unis écope de la prison à vie.
- 1999 :
  - le pouvoir roumain cède à quinze mille mineurs face à leur marche sur les institutions au pouvoir, leurs salaires sont revalorisés de 30 %.
  - En justice correctionnelle à Paris, trois chefs du réseau islamiste de Mohammed Chalabi écopent de huit ans de prison pour complot terroriste.
  - Le navire Far East Victory est contrôlé en train de dégazer au large du Touquet-Paris-Plage laissant dans son sillage une nappe de 13 miles de long sur 900 mètres de large. Le capitaine sri-lankais ainsi que la compagnie "armatrice" Crown Son Shipping seront condamnés à 600 000 francs d'amende par le tribunal de Paris le 17 janvier 2001, l'amende la plus importante jamais infligée pour ce type d'infraction. Greenpeace obtient 1 franc de dommages-intérêts en tant que partie civile et la publication du jugement dans le journal maritime Lloyd's list.
- 2001 :
  - la marée noire du Jessica atteint l'île Santa Fé, sanctuaire des oiseaux marins, des iguanes et autres lions de mer aux îles Galápagos dans l'océan Pacifique.
  - À Annecy en Haute-Savoie (France), un attentat à la bombe artisanale cause de lourds dégâts matériels au palais de Justice sans faire ni blessés ni victimes.
- 2002 :
  - AOL Time Warner intente un procès à Microsoft qui aurait favorisé Internet Explorer contre Netscape selon elle.
  - Début des audiences sur l'affaire de contrôleurs aériens milanais en Italie. Il leur est reproché d'avoir abandonné régulièrement leurs postes pour aller faire des courses, voire pour aller jouer au football durant leurs heures de travail en abandonnant ces derniers à leurs collègues plus que surchargés par l'importance du trafic aérien de la ville.
- 2005 :
  - la conférence internationale de Kobe au Japon sur la prévention des catastrophes naturelles sous l'égide des Nations unies adopte un plan d'action pour prévenir lesdites catastrophes.
  - Une forte tempête de neige s'abat sur le nord-est des États-Unis faisant au moins 16 morts du Wisconsin à la Nouvelle-Angleterre.

## Naissances

### XVIesiècle
- 1522 : Charles de France dit Charles II (duc) d'Orléans, 6e enfant et 3e fils légitime du roi de France François Ier († 9 septembre 1545).
- 1561 : Francis Bacon, écrivain anglais († 9 avril 1626).
- 1575 : Louis III, cardinal de Guise, archevêque de Reims de 1605 à 1621 († 21 juin 1621).
- 1592 : Pierre Gassendi, philosophe et astronome français († 24 octobre 1655).

### XVIIIesiècle
- 1729 : Gotthold Ephraim Lessing, écrivain allemand († 15 février 1781).
- 1752 : Jean-Louis de Marne, peintre français († 24 mars 1829).
- 1778 : Louis de Lorgeril, ingénieur agronome et homme politique français, député et maire de Rennes[3] († 13 avril 1842 ou 43).
- 1788 : lord George Gordon Byron, poète anglais († 19 avril 1824).
- 1799 : Ludger Duvernay, imprimeur bas-canadien († 28 novembre 1852).

### XIXesiècle
- 1808 : James Fergusson, architecte et historien écossais († 9 janvier 1886).
- 1825 : Ernest Cœurderoy, interne des hôpitaux, écrivain, socialiste puis anarchiste français († 21 octobre 1862).
- 1845 : Paul Vidal de La Blache, géographe français († 5 avril 1918).
- 1849 : August Strindberg, écrivain, dramaturge et peintre suédois († 14 mai 1912).
- 1858 : Beatrice Webb, écrivain britannique († 30 avril 1943).
- 1865 : Wilbur Scoville, pharmacologue américain († 10 mars 1942).
- 1875 : David Wark Griffith, réalisateur américain († 23 juillet 1948).
- 1876 : Félix Kir, chanoine, prêtre séculier et résistant français, député-maire de Dijon à l'origine du cocktail « kir » († 25 avril 1968).
- 1877 : Gaston Dominici, patriarche français d'une famille paysanne accusé d'un triple assassinat († 4 avril 1965).
- 1879 : Francis Picabia, peintre français († 30 novembre 1953).
- 1880 : Frigyes Riesz, mathématicien austro-hongrois († 28 février 1956).
- 1882 : Louis Pergaud, écrivain français († 8 avril 1915).
- 1886 : 
  - John J. Becker, compositeur américain († 21 janvier 1961).
  - Piotr Boutchkine, peintre russe puis soviétique († 21 juin 1965).
  - André Frey, aviateur français († 21 novembre 1912).
  - Edna Gladney, militante américaine († 2 octobre 1961).
  - Robert Hennet, escrimeur belge († 1930).
  - Isabel Paterson, philosophe canado-américaine († 10 janvier 1961).
- 1888 : 
  - Rodolfo Gaona, matador mexicain († 20 mai 1975).
  - Marco Torrès, gymnaste français d'origine espagnole, médaillé olympique († 15 janvier 1963).
- 1889 : Henri Pélissier, cycliste français († 1er mai 1935).
- 1891 : Antonio Gramsci, homme politique italien († 27 avril 1937).
- 1892 : Marcel Dassault, homme politique, fondateur et P-DG français du Groupe industriel Marcel Dassault († 17 avril 1986).
- 1893 : Conrad Veidt, acteur allemand († 3 avril 1943).
- 1898 : Sergueï Mikhaïlovitch Eisenstein (Сергей Михайлович Эйзенштейн), réalisateur russe puis soviétique († 11 février 1948).

### XXesiècle
- 1904 : George Balanchine (გიორგი მელიტონის ძე ბალანჩივაძე), danseur et chorégraphe russe d'origine géorgienne († 30 avril 1983).
- 1906 : Robert Ervin Howard, écrivain américain d'heroic fantasy († 11 juin 1936).
- 1907 : Étienne Borne, philosophe français († 14 juin 1993).
- 1908 : Lev Davidovitch Landau (Лев Давидович Ландау), physicien russe († 1er avril 1968).
- 1909 :
  - Ann Sothern, actrice américaine († 15 mars 2001).
  - Maha Thray Sithu U Thant (သန့်၊ ဦး), homme politique birman, 3e secrétaire général de l'ONU de 1961 à 1971 († 25 novembre 1974).
  - Martha Norelius, nageuse américaine triple championne olympique († 25 septembre 1955).
- 1910 : Mercy Hunter, artiste, calligraphe et enseignante nord-irlandaise († 20 juillet 1989).
- 1911 :
  - Bruno Kreisky, homme politique autrichien, chancelier fédéral de 1970 à 1983 († 29 juillet 1990).
  - André Roussin, écrivain français († 3 novembre 1987).
  - Lina Odena (es), militante communiste pendant la guerre d'Espagne († 14 septembre 1936).
- 1913 : 
  - Henry Bauchau, écrivain, poète, romancier, dramaturge et psychanalyste français († 21 septembre 2012).
  - Étienne-Vincent Frelichowski, prêtre catholique martyr à Dachau, béatifié en 1999 († 23 février 1945)[4].
- 1914 : prince Sisowath Sirik Matak (ស៊ីសុវត្ថិ សិរិមតះ), homme politique Premier ministre cambodgien de 1971 à 1972 († 21 avril 1975).
- 1915 : Ole Berntsen, skipper danois champion olympique († 26 mai 1996).
- 1916 :
  - William Ronald « Bill » Durnan, hockeyeur sur glace canadien († 31 octobre 1972).
  - Henri Dutilleux, compositeur français († 22 mai 2013).
- 1918 : Elmer Lach, hockeyeur professionnel canadien († 4 avril 2015).
- 1922 : Youri Levitanski, poète et traducteur soviétique puis russe († 25 janvier 1996).
- 1923 : Justinas Bašinskas, compositeur lituanien († 9 octobre 2003).
- 1924 :
  - Jay Jay Johnson (James Louis Johnson dit), tromboniste de jazz, chef d'orchestre et compositeur américain († 4 février 2001).
  - Ján Chryzostom Korec, cardinal slovaque, archevêque émérite de Nitra en 1990 († 24 octobre 2015).
- 1929 : Claude Champaud, juriste, universitaire et homme politique breton candidat à la mairie de Rennes († 12 mars 2019).
- 1930 : Pierre Petit, homme politique français († 4 février 2022).
- 1931 : Samuel « Sam » Cook, chanteur américain de rhythm and blues († 11 décembre 1964).
- 1932 : Piper Laurie (Rosetta Jacobs dite), actrice américaine.
- 1934 : Wilfred Bailey « Bill » Bixby, acteur américain († 21 novembre 1993).
- 1935 : Alexandre Men, prêtre, théologien, prédicateur et auteur russe chrétien orthodoxe († mystérieusement le 9 septembre 1990).
- 1936 : Nyree Dawn Porter, actrice australienne († 10 avril 2001).
- 1937 : Jean-Pierre Miquel, metteur en scène de théâtre et acteur français († 22 février 2003).
- 1939 : Jean-Claude Tremblay, hockeyeur sur glace québécois († 7 décembre 1994).
- 1940 : John Hurt, acteur britannique († 25 janvier 2017).
- 1942 : Philippe Jacquin, historien, ethnologue et anthropologue français († 28 septembre 2002).
- 1945 :
  - Saïda Agrebi (سعيدة العقربي), femme politique tunisienne.
  - Christoph Schönborn, cardinal autrichien, archevêque de Vienne depuis 1995.
- 1946 : 
  - Serge Savard, hockeyeur sur glace et gestionnaire québécois.
  - Temur Tsiklauri, chanteur pop et acteur géorgien († 1er février 2021).
- 1947 :
  - Jean-Paul Delevoye, homme politique français.
  - Vladimir Oravsky, écrivain et dramaturge suédois.
- 1949 : Stephen « Steve » Perry, chanteur américain du groupe Journey.
- 1953 : 
  - James Roberto « Jim » Jarmusch, réalisateur américain.
  - Karen Moe, nageuse américaine championne olympique.
  - Yang Jung-mo, lutteur sud-coréen champion olympique.
- 1955 : 
  - Thomas David Jones, astronaute américain.
  - Rajko Žižić, joeueur de basket-ball yougoslave champion olympique († 7 août 2003).
- 1957 :
  - Michael Dean « Mike » Bossy, hockeyeur canadien († 15 avril 2022).
  - Michel Cusson, musicien et compositeur québécois du groupe UZEB.
- 1959 :
  - Linda Blair, actrice américaine.
  - Didier Bourdon, humoriste et acteur français issu du trio Les Inconnus.
  - Christian Gachet, médecin et chercheur français en hématologie.
  - Juliana Rimane, femme politique française.
  - Thierry Scherrer, évêque catholique français, évêque de Perpignan depuis 2023.
- 1960 : 
  - Michael Hutchence, chanteur australien († 22 novembre 1997).
  - Park Young-sun, femme politique sud-coréenne, ministre.
- 1962 :
  - Choi Min-sik (최민식), acteur sud-coréen.
  - Isabelle Nanty, actrice française.
  - François Vérove dit Le grêlé, policier, violeur et tueur en série français († 29 septembre 2021).
- 1963 : Andreï Tchmil, coureur cycliste naturalisé belge d’origine russe.
- 1965 :
  - Steven Adler, musicien américain, 1er batteur des Guns N' Roses.
  - Diane Lane, actrice américaine.
- 1967 : Lionel Plumenail, fleurettiste français champion olympique.
- 1968 :
  - Frank Lebœuf, footballeur français.
  - Heath (Hiroshi Morie (森江 博) dit), bassiste japonais.
  - Ecaterina Szabó, gymnaste roumaine quadruple championne olympique.
- 1969 : Olivia d'Abo, actrice britannique.
- 1972 : Cédric Lyard, cavalier français champion olympique au concours complet d'équitation de 2004.
- 1974 : Kaysha (Edward Mokolo Jr. dit), chanteur congolais.
- 1975 : Balthazar Getty, acteur américain.
- 1976 : Li Ju, pongiste chinoise, championne olympique.
- 1980 :
  - Christopher Kennedy Masterson, acteur américain.
  - Lord Vinheteiro, pianiste, YouTubeur et humoriste brésilien.
- 1981 :
  - Beverley Mitchell, actrice et chanteuse américaine.
  - Benjamin Robert « Ben » Moody, guitariste et compositeur américain.
- 1982 : Pénélope Bagieu, illustratrice et dessinatrice de bande dessinée française.
- 1984 : Ubaldo Jiménez, joueur de baseball dominicain.
- 1985 :
  - Mohamed Sissoko, footballeur franco-malien.
  - Justin Hurwitz, compositeur de musiques de film et scénariste américain.
- 1988 : Marcel Schmelzer, footballeur allemand.
- 1990 : Alizé Cornet, joueuse de tennis et écrivaine française.
- 1992 : Vincent Aboubakar, joueur de football camerounais.
- 1993 : Florian Ordonez dit Bigflo, rappeur français du duo Bigflo et Oli.
- 1997 : Clément Dhainaut, athlète français.

### XXIesiècle
- 2002 : Caitlin Clark, joueuse de basket-ball américaine.

## Décès

### XIesiècle
- 1051 : Ælfric Puttoc, archevêque d'York de 1023 à 1041 et de 1042 à 1051 (° date inconnue).

### XIVesiècle
- 1333 : Guy IX de Laval, seigneur de Laval, de Vitré et d'Attichy (° vers 1270).
- 1342 : Henri IV le Fidèle, duc de Żagań (° vers 1292).

### XVIIesiècle
- 1666 : Shâh Jahân (شهاب الدین محمّد شاه جهان), empereur moghol de 1628 à 1658 (° 5 janvier 1592).

### XVIIIesiècle
- 1728 : Pietro Priuli, cardinal italien (° 14 mars 1669).
- 1799 : Horace-Bénédict de Saussure, naturaliste et géologue suisse (° 17 février 1740).

### XIXesiècle
- 1801 : Joseph Adam Lorentz, médecin militaire français (° 19 janvier 1734).
- 1840 : Johann Friedrich Blumenbach, anthropologue et biologiste allemand (° 11 mai 1752).
- 1850 : Guillaume-Joseph Chaminade, prêtre français, fondateur de la Société de Marie (Marianistes) (° 8 avril 1761).
- 1885 :
  - Charles Godfrey Gunther, homme politique américain (° 7 février 1822).
  - Kalikst Wolski, écrivain voyageur polonais (° 1816).
- 1886 : Onésime Joachim Troude, officier de marine français et historien de la marine nationale française (° 31 janvier 1807).
- 1888 : Eugène Labiche, dramaturge français (° 6 mai 1815).

### XXesiècle
- 1901 : Victoria, reine du Royaume-Uni de 1837 à 1901 (° 24 mai 1819).
- 1917 : Bérenger Saunière, religieux français (° 11 avril 1852).
- 1922 :
  - Fredrik Bajer, écrivain, professeur, homme politique et pacifiste danois, prix Nobel de la paix 1908 (° 21 avril 1837).
  - Camille Jordan, mathématicien français (° 5 janvier 1838).
  - Benoît XV (Giacomo della Chiesa dit), 258e pape, en fonction de 1914 à 1922 (° 21 novembre 1854).
- 1926 : Désiré-Joseph Mercier, cardinal belge, archevêque de Malines-Bruxelles de 1906 à 1926 (° 21 novembre 1851).
- 1945 : Else Lasker-Schüler, poétesse allemande (° 11 février 1869).
- 1950 :
  - Alan Hale Sr. (Rufus Alan MacKahan dit), acteur américain (° 10 février 1892).
  - Corinne Luchaire (Rosita Luchaire dite), actrice française (° 11 février 1921).
- 1954 : Roger Vitrac, dramaturge et poète français (° 17 novembre 1899).
- 1962 : Richard Spikes, ingénieur américain (° 2 octobre 1884).
- 1965 : Pierre Taittinger, homme politique français (° 4 octobre 1887).
- 1966 :
  - Jean Galtier-Boissière, journaliste et écrivain français (° 26 décembre 1891).
  - Herbert Marshall, acteur anglais (° 23 mai 1890).
- 1968 : Duke Kahanamoku, nageur américain (° 24 août 1890).
- 1973 : Lyndon Johnson, enseignant et homme politique américain, 36e président des États-Unis de 1963 à 1969 (° 27 août 1908).
- 1975 :
  - Claire de Castelbajac, servante de Dieu catholique française (° 26 octobre 1953).
  - Laure Gaudreault, enseignante et syndicaliste québécoise (° 25 octobre 1889).
  - Paul Montel, mathématicien académicien ès sciences français (° 29 avril 1876).
- 1977 : Natividad Almeda-López, féministe et magistrate philippine (° 8 septembre 1892).
- 1982 : Tommy Tucker (Robert Higginbotham dit), chanteur, compositeur et pianiste américain (° 5 mars 1933).
- 1991 : Robert Choquette, poète, romancier et dramaturge québécois (° 22 avril 1905)
- 1993 :
  - Helno (Noël Rota dit), chanteur français du groupe les Négresses Vertes (° 25 décembre 1963).
  - Kōbō Abe (安部 公房), écrivain japonais (° 7 mars 1924).
- 1994 :
  - Jean-Louis Barrault, homme de théâtre français du couple Renaud-Barrault (lui, ° 8 septembre 1910).
  - Aristotelis « Telly » Savalas, acteur américain (° 21 janvier 1922).
- 1995 : Rose Fitzgerald Kennedy, mère du président John Fitzgerald Kennedy (° 22 juillet 1890).
- 1996 : Arthur Piroton, auteur de bandes dessinées belge (° 4 juin 1931).
- 1997 :
  - Claude Fuzier, homme politique français (° 2 juin 1924).
  - Rolan Webster « Ron » Holden, chanteur américain (° 7 août 1939).
  - Billy Mackenzie, chanteur écossais (° 27 mars 1957).
- 1998 : Georges Borgeaud, peintre suisse (° 18 septembre 1913).
- 1999 :
  - Paul Cammermans, acteur et réalisateur belge (° 10 juillet 1921).
  - George L. Mosse, historien américain (° 20 septembre 1918).
  - Graciela Quan, avocate et militante guatémaltèque (° 1911).
  - Maxwell Rosenlicht, mathématicien américain (° 15 avril 1924).
- 2000 : Anne Hébert, écrivaine, poétesse et scénariste québécoise (° 1er août 1916).

### XXIesiècle
- 2001 :
  - Félix Castan, écrivain français d'expression occitane, précurseur de la pensée anti-centraliste et multiculturelle (° 1er juillet 1920).
  - Constantin Tacou, éditeur roumain (° 15 janvier 1926).
- 2002 :
  - Sheldon Allman, acteur, compositeur et scénariste américain (° 8 juin 1924).
  - Salomon Tandeng Muna, homme politique camerounais (° 1912).
  - Jack Shea, patineur de vitesse américain (° 7 septembre 1910).
- 2003 :
  - George Aitken, footballeur écossais (° 28 mai 1925).
  - Bill Mauldin, dessinateur de presse et caricaturiste américain (° 29 octobre 1921).
  - Sarah Pettit, journaliste américaine, militante des droits LGBT et rédactrice en chef.
- 2004 :
  - Milt Bernhart, tromboniste de jazz américain (° 25 mai 1926).
  - Gérard Darrieu (Gérard Darrieumerlou dit), acteur français (° 11 septembre 1925).
  - Ticky Holgado (Joseph Holgado dit), acteur français (° 24 juin 1944).
  - William « Billy » May, compositeur et musicien américain (° 10 novembre 1916).
  - Ann Miller (Clara Lucille Ann Collier dite), actrice américaine (° 12 avril 1923).
  - Charles-Gustave Stoskopf, architecte français (° 2 septembre 1907).
  - Chea Vichea, homme politique cambodgien (° 1960).
- 2005 :
  - César Gutiérrez, joueur de baseball vénézuélien (° 26 janvier 1943).
  - Consuelo Velázquez, pianiste et compositrice mexicaine (° 21 août 1916).
  - Rose Mary Woods, secrétaire du président Richard Nixon lors du scandale du Watergate (° 26 décembre 1917).
- 2006 : Xiaolan Bao, historienne birmano-américaine (° 1949).
- 2007 :
  - Henri Grouès dit « l'abbé Pierre », prêtre catholique français, fondateur du mouvement Emmaüs en 1949 (° 5 août 1912).
  - Emmanuel de Graffenried, pilote de F1 suisse (° 18 mai 1914).
  - Siegfried Kessler, pianiste, claviériste, organiste, harmoniciste et flûtiste de jazz français (° 5 février 1935).
  - Ramón Marsal Ribó, footballeur espagnol (° 12 décembre 1934).
  - Michael Nolan, baron Nolan, pair et juge britannique (° 10 septembre 1928).
  - Elizaphan Ntakirutimana, pasteur de l'Église adventiste du septième jour du Rwanda (° 1924).
  - Liz Renay, actrice américaine (° 14 avril 1926).
- 2008 :
  - Lance Clemons, joueur de baseball américain (° 6 juillet 1947).
  - John-Franklin Koenig, peintre américain (° 24 octobre 1924).
  - Heathcliff Andrew « Heath » Ledger, acteur australien (° 4 avril 1979).
  - Anders Olofsson, pilote de courses automobile suédois (° 31 mars 1952).
  - Claude Piron, linguiste et traducteur belge (° 26 février 1931).
- 2009 :
  - Chau Sen Cocsal, homme politique cambodgien, Premier ministre en 1962 (° 1er septembre 1905).
  - Clément Pinault, footballeur français (° 4 février 1985).
  - Francisco Ribas, footballeur espagnol (° 1er décembre 1916).
  - Marcel Schneider, écrivain français (° 11 août 1913).
  - Louis Simonneaux, évêque catholique français, évêque émérite de Versailles (° 19 janvier 1916).
  - René Kleinmann, adolescent résistant français membre de l'organisation clandestine La Main noire (° 10 août 1923).
- 2010 : Jean Simmons, actrice anglaise (° 31 janvier 1929).
- 2014 : François Deguelt (Louis François Deghelt dit), chanteur français (° 4 décembre 1932).
- 2017 : Yordano Ventura, joueur de baseball dominicain (° 3 juin 1991).
- 2018 :
  - James Christopher « Jimmy » Armfield, footballeur puis entraîneur anglais (° 21 septembre 1935).
  - Suzanne Citron, historienne et essayiste française (° 15 juillet 1922).
  - Ursula K. Le Guin, écrivaine américaine de science-fiction et de fantasy (° 21 octobre 1929).
- 2019 : 
  - Jean-Maurice Rouquette, historien, spécialiste de la Provence antique et romane, conservateur de musée (° 28 juillet 1931).
  - Janine Garrisson, historienne, professeure, et femme de lettres française (° 24 juin 1932).
- 2020 : Fernand Daoust, syndicaliste québécois (° 26 octobre 1926).
- 2021 : Hank Aaron, joueur de baseball américain recordman des coups de circuit au baseball (° 5 février 1934).
- 2022 : 
  - Raphaël Esrail, résistant français (° 10 mai 1925).
  - René Gagnon, peintre canadien (° 27 février 1928).
  - Katuutire Kaura, homme politique namibien (° 3 février 1941).
  - Thich Nhat Hanh, moine bouddhiste vietnamien, militant pacifiste, co-initiateur du bouddhisme zen en Occident (° 11 octobre 1926).
  - Jean-Jacques Savin, aventurier français (° 14 janvier 1947).

## Célébrations

### Internationales et nationales
- Allemagne et France : journée franco-allemande d'anniversaire du traité de l'Élysée[5].
- Saint-Vincent-et-les-Grenadines : fête nationale de la Saint-Vincent[6]. Procession de la saint-Vincent, ici à Valence en 2017.

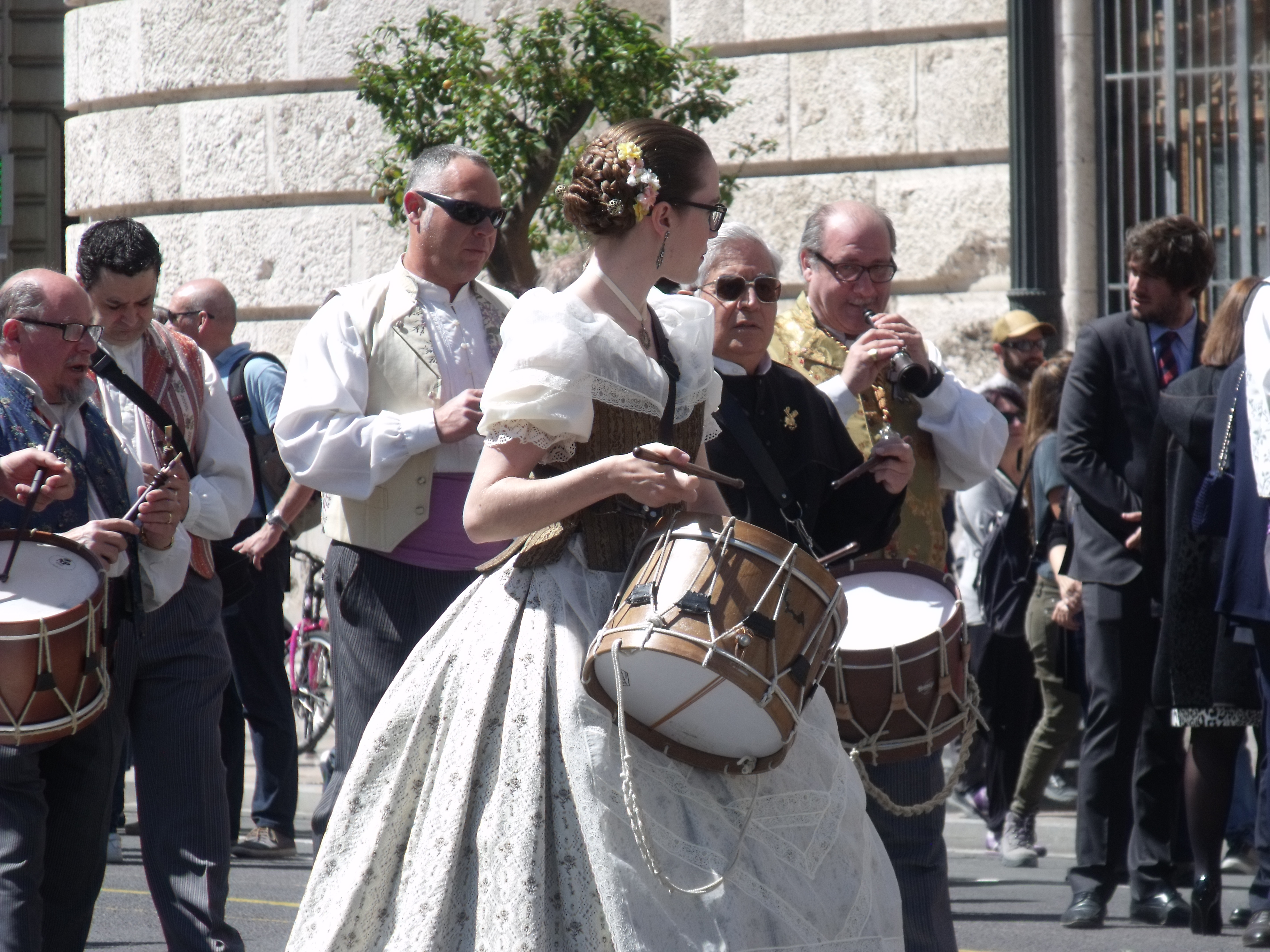
Procession de la saint-Vincent, ici à Valence en 2017.

- Ukraine : journée de l'unification commémorant l'acte d'union, Акт Злуки ou Act Zluky en ukrainien, signé en 1919 par la République populaire ukrainienne et la république populaire d'Ukraine occidentale[7].

### Religieuses
- Catholicisme : festivités de la saint-Vincent à Valence en Espagne (comme ci-contre en photo) et ailleurs.

### Saints des Églises chrétiennes

#### Saints catholiques et orthodoxes du jour
Saints catholiques et orthodoxes :
- Anastase le Perse († 628), zoroastrien converti martyr en Assyrie.
- Antiochos le Moine († 630), moine à Jérusalem.
- Barnard de Romans († 841), 48e évêque de Vienne, fondateur de l'abbaye Notre-Dame d'Ambronay.
- Blésille († 384), veuve et pénitente à Rome, sœur de sainte Eustochium.
- Blidran († 719), 38e évêque de Vienne.
- Britwold de Ramsbury († 1045), évêque.
- Dominique de Sora († 1031), abbé bénédictin.
- Gaudence de Novare († 417), évêque de Novare.
- Lufthilde († 850), ermite près de Cologne.
- Oulph († IIIe siècle), martyr à Arcis-sur-Aube.
- Théodelinde de Bavière († v. 628), reine lombarde.
- Valère de Saragosse (es) († 315), 3e évêque de Saragosse.
- Vincent de Digne († 380), 2e évêque de Digne.
- Vincent de Saragosse († 305), diacre et martyr à Valence, patron des vignerons et de Valence.

#### Saints et bienheureux catholiques du jour
Saints et bienheureux catholiques :
- Antoine Della Chiesa (en) († 1459), bienheureux religieux dominicain italien, compagnon de saint Bernardin de Sienne.
- François-Gil de Frederich († 1745) et Matthieu-Alphonse Leziniana, religieux dominicains espagnols martyrs au Tonkin.
- Gautier de Bierbeke († 1222), bienheureux cistercien originaire de l'actuelle Belgique.
- Guillaume Patenson († 1591), bienheureux prêtre anglais martyr à Tyburn (voir aussi 21 janvier).
- Guillaume-Joseph Chaminade († 1850), bienheureux religieux français fondateur des marianistes et des filles de Marie Immaculée.
- Joseph Nascimbeni († 1922), bienheureux prêtre italien fondateur des petites sœurs de la Sainte Famille de Vérone.
- Ladislas Batthyany-Stratmann († 1931), bienheureux laïc père de famille et médecin.
- Laura Vicuña († 1904), bienheureux laïque argentine martyre à Junín de los Andes.
- Marie Mancini de Pise († 1431), bienheureux laïque italien devenue moniale et disciple de sainte Catherine de Sienne et dominicaine.
- Vincent Pallotti († 1850), prêtre italien fondateur des Pallottins.

#### Saints orthodoxes du jour
- Joseph le Cretois († 1669), saint laïc.
- Macaire de Zhabin († 1623), moine.

### Prénoms du jour[Où?]
Bonne fête aux Vincent et ses variantes : Bixente, Vicenç, Vicente, Vikentiy, Vince, Vincenc, Vincente, Vincenz, Vincenzo, Vinzenz, Visant, Wincenty, etc. (voir les Vincent (-de-Paul les 27 septembre).
Ainsi qu'aux :
- Barnard et Bernard (fête majeure les 20 août),
- aux Blésille,
- Laura et ses variantes : Laora, Lora, etc. (sainte plus haut voire 10 août) ;
- aux Timothée (pour les Églises d'Orient) et ses variantes ou dérivés : Tim, Timea, Timeo, Timmy, etc.

## Traditions et superstitions

### Dictons
- « À la saint Vincent, cesse la pluie et vient le vent. »[Cosson 1] (même si vient de commencer pluviôse ; ventôse ne prendra le relais qu'un mois après, dixint les révolutionnaires de 1789)
- « À la saint Vincent, les glaçons perdent leurs dents ou les recouvrent pour longtemps. »[Cosson 2]
- « À la saint Vincent, le vin monte au sarment. »[10] (ou "dans les sarments")
- « À la saint Vincent, l'hiver monte ou descend. »[11]
- « À la saint Vincent, tout dégèle ou tout fend. »[12]
- « Froidure à la saint Laurent, froidure à la saint Vincent. »[13]
- « Le soleil de la saint Vincent fait boire les vignerons jusqu'à leurs serpettes. »[14]
- « Passé la saint Vincent, on peut aller tailler. »[réf. nécessaire]
- « Quand il fait beau à la saint Vincent, les vignerons sont toujours contents. »[réf. nécessaire]
- « Quand il fait beau le jour de Saint Vincent, le vigneron s'en va chantant. »[15]
- « Saint Vincent clair et beau, autant de vin que d'eau. »[16]
- « Saint Vincent clair et saint Paul trouble mettent le vin dans la gourde. »[17] (sans doute en référence à la commémoration de la conversion de Saint Paul trois jours après les 25 janvier)
- « Si le jour de la saint-Vincent le soleil luit comme un chapeau, on aura du vin plein le tonneau. »[Cosson 3]

### Astrologie
- Signe du zodiaque : 2e jour du signe astrologique du Verseau.

## Toponymie
- Plusieurs voies, places, sites ou édifices de pays ou provinces francophones contiennent la date du jour dans leur nom : voir Vingt-Deux-Janvier .